# Луцій Манлій Ацидін Фульвіан
Луцій Манлій Ацидін Фульвіан (Lucius Manlius Acidinus Fulvianus; II століття до н. е.) — політичний, державний та військовий діяч Римської республіки, консул 179 року до н. е.

## Життєпис
Походив з впливового плебейського роду Фульвіїв. Син Квінта Фульвія Флакка, консула 237 року до н. е. Був усиновлений сенатором Луцієм Манлієм Ацидіном. 
У 188 році до н. е. обрано претором. Як провінцію отримав Ближню Іспанію, де з успіхом воював проти кельтіберів й лузітан. За це сенат нагородив Флакка правом на овацію.
У 183 році до н. е. виконував завдання посланця до галльських племен на півдні Галлії (Нарбонська Галлія). У 181 році до н. е. брав участь у фундації колонії Аквілеї.
У 179 році до н. е. обрано консулом разом із братом Квінтом Фульвієм Флакком. У 174 році до н. е. його було вигнано з сенату власним братом Флакком, який на той час був цензором. Подальша доля його невідома.